# 囲碁九品
囲碁九品（いごくぼん）は、囲碁用語で、囲碁の九つの段位の各々に相応しい品格を示すもの。

## 解説
囲碁の九段～初段に対応する品格は以下の通り。
1. 入神：（九段、名人）棋聖の域に達した者の品格。
2. 坐照：（八段、準名人）坐ればたちまち盤を照らす実力者の品格。[1]
3. 具体：（七段、上手）完全ではないが実戦では攻守ともに強い者の品格。
4. 通幽：（六段）碁によく通じ、碁の妙を知り尽くした者の品格。
5. 用智：（五段）もっぱら智に頼る者の品格。
6. 小巧：（四段）布石、中盤、終盤、その他万事の巧者の品格。
7. 闘力：（三段）力だけで相手を倒す者の品格。
8. 若愚：（二段）力不足だが、弱そうで強い所のある者の品格。
9. 守拙：（初段）力が弱いので定石を守り、戦いを退ける者の品格。

## 備考
- 出典は『玄玄碁経』の皇祐中学士張擬撰「碁経十三篇」の第一二篇。
- 初段を認められることを入品（にゅうぼん）という。